# Агиос Николаос (дем Касандра)
Вижте пояснителната страница за други значения на Агиос Николаос.
Агиос Николаос (на гръцки: Άγιος Νικόλαος) е село в Егейска Македония, Гърция, в дем Касандра, административна област Централна Македония. Агиос Николаос има население от 21 души (2001).

## География
Агиос Николаос е разположено в най-южния край на полуостров Касандра, на северния край на нос Палюри, на брега на Касандрийския залив. Селото разполага с два плажа.